# Four Elms
Four Elms är en ort i grevskapet Kent i sydöstra England. Orten ligger i distriktet Sevenoaks och civil parishen Hever, cirka 3,5 kilometer nordost om Edenbridge. Tätorten (built-up area) hade 251 invånare vid folkräkningen år 2021.